# Nicole Carroll
Nicole Carroll (Longview, 20 de outubro de 1967) é uma jornalista americana. Ela é a editora-chefe do USA Today nos Estados Unidos.

## Biografia
Carroll nasceu em 1967 em Longview, no Texas. Ela cresceu em Canyon, Texas. Carroll se formou na Escola Walter Cronkite de Jornalismo e Comunicação de Massa da Universidade Estadual do Arizona em 1991, e obteve seu mestrado na Universidade de Georgetown em 1996.
Em 2008, Carroll ingressou na Walter Cronkite School of Journalism and Mass Communication Alumni Hall of Fame.

## Carreira
Carroll começou sua carreira trabalhando para El Paso Times e East Valley Tribune. Ela trabalhou para a The Arizona Republic de 1999 a 2018, primeiro como editora, e como vice-presidente de notícias e editora de 2015 a 2018. Na República, Carroll liderou o projeto que ganhou o Prêmio Pulitzer 2018 de Reportagem Explicativa. Suas equipes da República foram duas vezes nomeadas finalistas do Pulitzer (2012, 2014) no Breaking News.
Carroll foi premiada com o prêmio Benjamin C. Bradlee Editora do Ano da National Press Foundation em 2017.
Em 2018, Carroll tornou-se membro do conselho do Prêmio Pulitzer. O Conselho Pulitzer de 19 membros compreende principalmente jornalistas ou executivos de notícias de meios de comunicação nos Estados Unidos, bem como cinco acadêmicos ou pessoas nas artes.
Carroll sucedeu Joanne Lipman como editora-chefe do USA Today em fevereiro de 2018.

### Controvérsia sobre Blackface
Carroll foi editora-chefe do anuário de 1989 da Universidade Estadual do Arizona. No anuário havia uma fotografia de duas pessoas de rosto preto vestidas como celebridades em uma festa de Halloween. Carroll foi mencionada no layout de página para as fotografias. Carroll se desculpou por seu papel na publicação da foto, descrevendo-se chocada ao saber "meu papel na publicação de uma foto racista e prejudicial no meu anuário da faculdade".

## Vida pessoal
Carroll tem três filhos com o marido Bradley Hartman.